# Jacques Schiesser
Jacques Schiesser (* 11. Februar 1848 in Linthal; † 18. August 1913 in Bern) war ein Schweizer Unternehmer.

## Leben
1875 gründete Schiesser mit seiner Frau Malwine im badischen Radolfzell am Bodensee die Schiesser AG, einen Hersteller von Unterwäsche, nachdem er zuvor eine Buntweberei im Thurgau betrieben hatte. Hierzu mieteten Jacques Schiesser und seine Frau Malwine 1875 zunächst den Tanzsaal des Gasthauses «Schwert» an. Hergestellt wurden Trikotagen. 1876 folgte der Umzug in eine eigene Fabrikhalle. 1880 zählte das Unternehmen 280 Mitarbeiter.
Als Jacques Schiesser 1913 an Herzversagen starb, hatte das Unternehmen 1200 Mitarbeiter und sich den Ruf einer Weltmarke erarbeitet. Seine Frau Malwine erbte die Firma und sein Schwiegersohn Wilhelm Finckh übernahm die Leitung.